# Narcissus confusus
Narcissus confusus är en amaryllisväxtart som beskrevs av Herbert William Pugsley. Narcissus confusus ingår i släktet narcisser, och familjen amaryllisväxter. Inga underarter finns listade i Catalogue of Life.